# Aphytis maculicornis
Aphytis maculicornis är en stekelart som först beskrevs av Masi 1911.  Aphytis maculicornis ingår i släktet Aphytis och familjen växtlussteklar. Arten är reproducerande i Sverige. Inga underarter finns listade i Catalogue of Life.